# Phyllotreta perspicua
Phyllotreta perspicua är en skalbaggsart som beskrevs av Frederick James Chittenden 1927. Phyllotreta perspicua ingår i släktet Phyllotreta och familjen bladbaggar. Inga underarter finns listade i Catalogue of Life.